# Dãy phương ngữ
Dãy phương ngữ/phương ngôn hay chuỗi phương ngữ/phương ngôn là trường hợp mà trong một khu vực, những dạng ngôn ngữ lân cận nhau chỉ khác nhau chút ít, song những dạng ngôn ngữ cách xa nhau thì đủ khác biệt để khó mà/không thông hiểu nhau. Hiện tượng này xảy ra trên một phần lớn Ấn Độ (với các ngôn ngữ Ấn-Arya), Iran và hai nước láng giềng Afghanistan, Tajikistan (với tiếng Ba Tư), và ở thế giới Ả Rập (với tiếng Ả Rập). Nó còn xảy ra ở Bồ Đào Nha, nam Bỉ (Wallonia), nam Ý. Hiện tượng này có một số tên gọi như "dialect area" (vùng phương ngữ) (của Leonard Bloomfield) hay "L-complex" (phức hợp L) (của Charles F. Hockett). Có thể so sánh khái niệm này với loài vành đai trong sinh học tiến hoá.
Dãy phương ngữ thường xuất hiện ở địa phương có lịch sử làm nông lâu dài, tại đây mỗi đặc điểm đổi mới bắt nguồn từ một điểm, rồi lan ra vùng lân cận theo mô hình làn sóng. Trong trường hợp này, cách phân loại theo thứ bậc thường gặp không phù hợp nữa. Thay vào đó, dãy phương ngữ thường được thể hiện bằng địa đồ phương ngôn cho thấy nét khác biệt nào đó giữa mỗi 'phương ngữ' trong dãy phương ngữ, đi kèm đường đồng ngữ để chỉ ra ranh giới cho điểm khác biệt ấy.

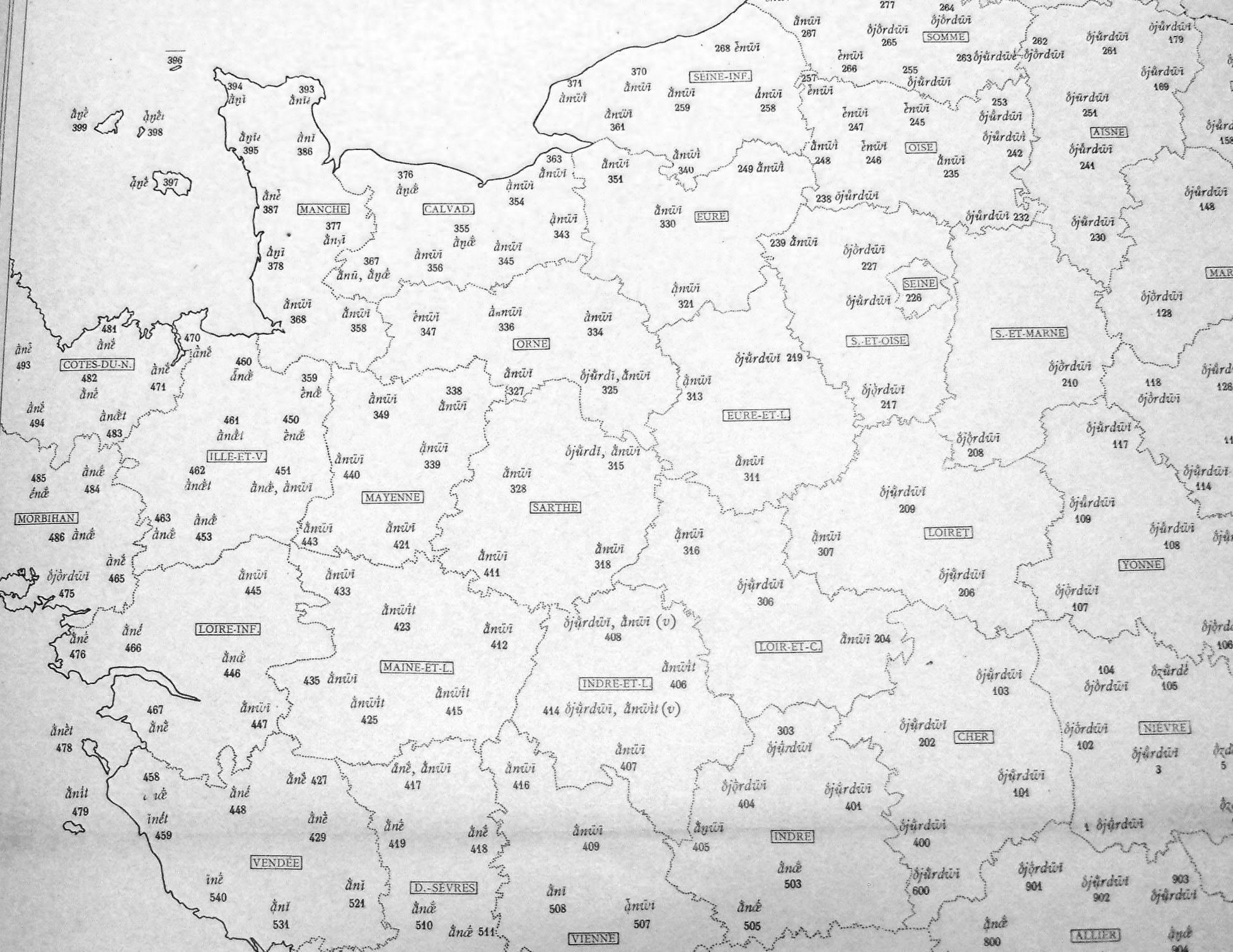
Một góc bản đồ thứ 72 trong Atlas linguistique de la France (1902-1910, Địa đồ ngôn ngữ học nước Pháp), ghi nhận những dạng địa phương của từ "hôm nay" (aujourd'hui trong tiếng Pháp chuẩn).

Một dạng/phương ngôn trong một dãy phương ngữ có thể được ấn định làm ngôn ngữ chuẩn, trở thành ngôn ngữ uy tín cho dãy phương ngữ trong một khu vực chính trị/địa lý nào đó.
Từ đầu thế kỷ XX đến nay, sự lấn lướt của các quốc gia dân tộc (và đi kèm với đó, ngôn ngữ chuẩn chính thức) dần dần quét sạch hay lấn át những phương ngôn phi chuẩn giúp tạo nên dãy phương ngữ.